# Bledisloe Cup
La Bledisloe Cup è un trofeo di rugby a 15 conteso tra le nazionali maggiori di Australia e Nuova Zelanda.
Deve il suo nome a Lord Bledisloe, il governatore generale della Nuova Zelanda che donò il trofeo nel 1931.
Se l'aggiudica la squadra che vince più incontri. Nel caso di uguale numero di vittorie, essa rimane al detentore.

## Cronologia
Tra il 1931 e il 1981 la competizione venne disputata in maniera irregolare durante i tour delle due nazionali nei due paesi. In questo periodo la nazionale di rugby neozelandese vinse la coppa 19 volte, quella australiana 4.
Tra il 1982 ed il 1995 la coppa fu disputata annualmente, alcune volte in una serie di tre partite, altre volte come match singolo. In questi anni la Nuova Zelanda vinse la coppa 11 volte, l'Australia 3.
Dal 1996 al 1998, la Bledisloe Cup viene disputata come parte del prestigioso torneo annuale Tri Nations, dove alle due nazionali si aggiunge il Sud Africa. Prima del 1998, la coppa veniva disputata in una serie di tre match: i due del Tri Nations ed un terzo extra. Gli All Blacks hanno vinto 2 serie (1996, 1997), i Wallabies 1, (1998).
Dal 1999 al 2005, il terzo match non è stato più disputato, e le due formazioni si scontrano solamente due volte all'interno del Tri Nations. Se ognuno dei due team vince una delle due partite, o se una delle due è un pareggio, la coppa viene tenuta dal precedente vincitore.
Nel 2006, con l'introduzione del terzo test match tra le nazionali del Tri Nations, gli scontri per l'aggiudicamento della Bledisloe Cup sono tornati ad essere tre, mentre per il 2007, causa la concomitanza della Coppa del Mondo, gli scontri sono tornati ad essere due.
Dal 2008, i match sono diventati 4, poiché il Tri Nations è tornato alla formula del 2006 con 3 incontri, ed è stato aggiunto un ulteriore test match in programma tra fine ottobre/inizio novembre. Tale match nel 2008 e 2010 si è tenuto ad Hong Kong, mentre nel 2009 è stato giocato a Tokyo.

## Palmarès
| Anno | Vincitore     | Vittorie Australia | Pareggi | Vittorie N. Zelanda | Note                                                      |
| ---- | ------------- | ------------------ | ------- | ------------------- | --------------------------------------------------------- |
| 1932 | Nuova Zelanda | 1                  | 0       | 2                   | Tour della Nuova Zelanda                                  |
| 1934 | Australia     | 1                  | 1       | 0                   | Tour della Nuova Zelanda                                  |
| 1936 | Nuova Zelanda | 0                  | 0       | 2                   | Tour dell'Australia                                       |
| 1938 | Nuova Zelanda | 0                  | 0       | 3                   | Tour della Nuova Zelanda                                  |
| 1946 | Nuova Zelanda | 0                  | 0       | 2                   | Tour dell'Australia                                       |
| 1947 | Nuova Zelanda | 0                  | 0       | 2                   | Tour della Nuova Zelanda                                  |
| 1949 | Australia     | 2                  | 0       | 0                   | Tour dell'Australia                                       |
| 1951 | Nuova Zelanda | 0                  | 0       | 3                   | Tour della Nuova Zelanda                                  |
| 1952 | Nuova Zelanda | 1                  | 0       | 1                   | Tour dell'Australia                                       |
| 1955 | Nuova Zelanda | 1                  | 0       | 2                   | Tour dell'Australia                                       |
| 1957 | Nuova Zelanda | 0                  | 0       | 2                   | Tour della Nuova Zelanda                                  |
| 1958 | Nuova Zelanda | 1                  | 0       | 2                   | Tour dell'Australia                                       |
| 1962 | Nuova Zelanda | 0                  | 1       | 4                   | Tour dell'Australia e della Nuova Zelanda                 |
| 1964 | Nuova Zelanda | 1                  | 0       | 2                   | Tour dell'Australia                                       |
| 1967 | Nuova Zelanda | 0                  | 0       | 1                   | Tour dell'Australia                                       |
| 1968 | Nuova Zelanda | 0                  | 0       | 2                   | Tour della Nuova Zelanda                                  |
| 1972 | Nuova Zelanda | 0                  | 0       | 3                   | Tour dell'Australia                                       |
| 1974 | Nuova Zelanda | 0                  | 1       | 2                   | Tour della Nuova Zelanda                                  |
| 1978 | Nuova Zelanda | 1                  | 0       | 2                   | Tour dell'Australia                                       |
| 1979 | Australia     | 1                  | 0       | 0                   | Tour della Nuova Zelanda                                  |
| 1980 | Australia     | 2                  | 0       | 1                   | Tour della Nuova Zelanda                                  |
| 1982 | Nuova Zelanda | 1                  | 0       | 2                   | Tour dell'Australia                                       |
| 1984 | Nuova Zelanda | 1                  | 0       | 2                   | Tour della Nuova Zelanda                                  |
| 1985 | Nuova Zelanda | 0                  | 0       | 1                   | Match unico in N.Zelanda                                  |
| 1986 | Australia     | 2                  | 0       | 1                   | Tour dell'Australia                                       |
| 1987 | Nuova Zelanda | 0                  | 0       | 1                   | Match unico in Australia                                  |
| 1988 | Nuova Zelanda | 0                  | 1       | 2                   | Tour della Nuova Zelanda                                  |
| 1989 | Nuova Zelanda | 0                  | 0       | 1                   | Match unico in N.Zelanda                                  |
| 1990 | Nuova Zelanda | 1                  | 0       | 2                   | Tour dell'Australia                                       |
| 1991 | Nuova Zelanda | 1                  | 0       | 1                   | Due partite in andata e ritorno                           |
| 1992 | Australia     | 2                  | 0       | 1                   | Tour della Nuova Zelanda                                  |
| 1993 | Nuova Zelanda | 0                  | 0       | 1                   | Match unico in Nuova Zelanda                              |
| 1994 | Australia     | 1                  | 0       | 0                   | Match unico in Australia                                  |
| 1995 | Nuova Zelanda | 0                  | 0       | 2                   | Due partite in andata e ritorno                           |
| 1996 | Nuova Zelanda | 0                  | 0       | 2                   | 2 match validi per il Tri Nations                         |
| 1997 | Nuova Zelanda | 0                  | 0       | 2                   | 3 match, (due validi per il Tri Nations)                  |
| 1998 | Australia     | 3                  | 0       | 0                   | 3 match, (due validi per il Tri Nations)                  |
| 1999 | Australia     | 1                  | 0       | 1                   | 2 match validi per il Tri Nations                         |
| 2000 | Australia     | 1                  | 0       | 1                   | 2 match validi per il Tri Nations                         |
| 2001 | Australia     | 2                  | 0       | 0                   | 2 match validi per il Tri Nations                         |
| 2002 | Australia     | 1                  | 0       | 1                   | 2 match validi per il Tri Nations                         |
| 2003 | Nuova Zelanda | 0                  | 0       | 2                   | 2 match validi per il Tri Nations                         |
| 2004 | Nuova Zelanda | 1                  | 0       | 1                   | 2 match validi per il Tri Nations                         |
| 2005 | Nuova Zelanda | 0                  | 0       | 2                   | 2 match validi per il Tri Nations                         |
| 2006 | Nuova Zelanda | 0                  | 0       | 3                   | 3 match validi per il Tri Nations                         |
| 2007 | Nuova Zelanda | 1                  | 0       | 1                   | 2 match validi per il Tri Nations                         |
| 2008 | Nuova Zelanda | 1                  | 0       | 3                   | 4 match (3 validi per il Tri Nations)                     |
| 2009 | Nuova Zelanda | 0                  | 0       | 4                   | 4 match (3 validi per il Tri Nations)                     |
| 2010 | Nuova Zelanda | 1                  | 0       | 3                   | 4 match (3 validi per il Tri Nations)                     |
| 2011 | Nuova Zelanda | 1                  | 0       | 1                   | 2 match validi per il Tri Nations                         |
| 2012 | Nuova Zelanda | 0                  | 1       | 2                   | 3 match (2 validi per il The Rugby Championship)          |
| 2013 | Nuova Zelanda | 0                  | 0       | 3                   | 3 match (2 validi per il The Rugby Championship)          |
| 2014 | Nuova Zelanda | 0                  | 1       | 2                   | 3 match (2 validi per il The Rugby Championship)          |
| 2015 | Nuova Zelanda | 1                  | 0       | 1                   | 2 match (1 valido per il The Rugby Championship)          |
| 2016 | Nuova Zelanda | 0                  | 0       | 3                   | 3 match (2 validi per il The Rugby Championship)          |
| 2017 | Nuova Zelanda | 1                  | 0       | 2                   | 3 match (2 validi per il The Rugby Championship)          |
| 2018 | Nuova Zelanda | 0                  | 0       | 3                   | 3 match (2 validi per il The Rugby Championship)          |
| 2019 | Nuova Zelanda | 1                  | 0       | 1                   | 2 match (di cui uno valido per il The Rugby Championship) |
| 2020 | Nuova Zelanda | 0                  | 1       | 2                   | 3 match (1 valido per il Tri Nations 2020)                |
| 2021 | Nuova Zelanda | 0                  | 0       | 3                   | 3 match (2 validi per il The Rugby Championship)          |

## Statistiche
| Squadra       | Campione | 2º posto |
| ------------- | -------- | -------- |
| Nuova Zelanda | 49       | 12       |
| Australia     | 12       | 49       |